# 丹贝克
丹贝克（德語：Dambeck）是德国梅克伦堡-前波美拉尼亚州的市镇，隶属于路德维希斯卢斯特-帕尔希姆县，总面积为17.35平方千米，截至2020年总人口为272人。